# 루나 랜더 챌린지

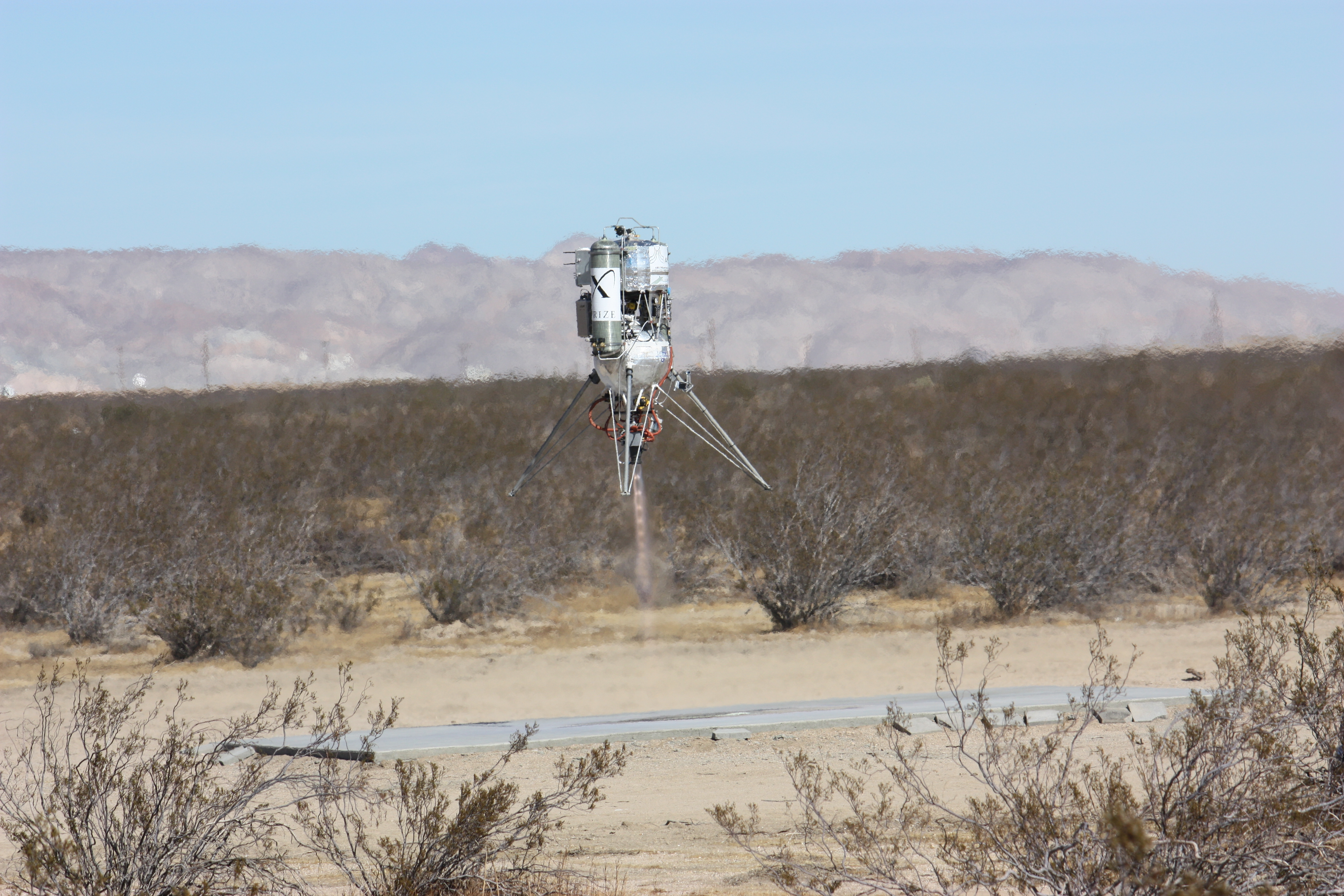
매스턴 스페이스 시스템이 개발한 Xoie 달착륙선이 2009년 10월 30일 레벨2에서 우승해 백만 달러를 받았다.

루나 랜더 챌린지는 노스롭 그루만이 주최하는 달착륙선 공모전이다.

## 규정
대회는 레벨1과 레벨2로 나뉜다. 달착륙선은 50 m를 수직이륙해 100 m를 이동하고 착륙지점에 착륙해야 한다. 2회비행을 한 번 더 성공해야 한다. 레벨1은 단순한 10 m 직경의 원에서 시험비행한다. 제한시간은 90초이다. 레벨2는 달의 충돌구를 모방한 지형에서 시험비행한다. 제한시간은 180초이다.
레벨1 우승은 35만 달러, 준우승은 15만 달러, 레벨2 우승은 백만 달러, 준우승은 50만 달러의 상금을 지급한다.

## 2006년
공모전이 처음 열렸다. 아르마딜로 항공이 개발한 픽셀 달착륙선이 참여했다.

## 2007년
아르마딜로 항공이 유일하게 임무를 완수했다.

## 참가팀
- Armadillo Aerospace
- BonNova
- Paragon Labs
- Team Phoenicia
- TrueZer0
- Unreasonable Rocket
- Masten Space Systems

## 우승

### 레벨 1
- 우승: Armadillo Aerospace 2008년 10월 24일[1]
- 준우승: Masten Space Systems 2009년 10월 7일[2][3]

### 레벨 2
- 우승: Masten Space Systems 2009년 10월 30일[2][3]
- 준우승: Armadillo Aerospace 2009년 9월 12일[2][3]

## 같이 보기
- 구글 루나 X 프라이즈